# Grotta di Ispinigoli
Grotta di Ispinigoli – jaskinia krasowa położona na Sardynii we Włoszech, we wschodniej części wyspy w prowincji Nuoro na północ od Dorgali. Znajduje się na terenach Parku Narodowego Gennargentu.

## Opis
Jaskinia została odkryta przez pasterzy w XIX wieku, natomiast zbadano ją dopiero na początku lat 50. XX wieku, dostępna jest dla zwiedzających od 1974. Jaskinia posiada bujną gamę nacieków jaskiniowych takich jak stalaktyty, stalagmity, draperie naciekowe, różne struktury kalcytowe czy stalagnaty, z tych ostatnich warto zwrócić uwagę na 38-metrową kolumnę wewnątrz jaskini, będącą tym samym jednym z największych znanych stalagnatów na świecie. Szacuje się, że długość jaskini wynosi około 12 km, jest przecinana przez wiele podziemnych rzek i strumieni. Wewnątrz jaskini widoczny jest duży lej noszący nazwę Abisso delle Vergini, który prowadzi do długiej siatki tuneli jaskini, dostępny jest tylko dla grotołazów.
Odkryte w jaskini na dnie Abisso delle Vergini szczątki ludzkie niewielkich rozmiarów oraz różne ozdoby (pierścionki, naszyjniki itp.) sugerują, że mogła ona służyć jako miejsce składania przez Fenicjan ofiar bogom. Znaleziska można oglądać w Muzeum Archeologicznym w Dorgali.
Jaskinia służyła również za schronienie dla pasterzy, którzy przetrzymali tutaj swoje owce.
Wewnątrz jaskini panuje stała temperatura wynosząca około 15 °C.